# Serranochromis altus
Serranochromis altus är en fiskart som beskrevs av Winemiller och Kelso-winemiller, 1991. Serranochromis altus ingår i släktet Serranochromis och familjen Cichlidae. IUCN kategoriserar arten globalt som livskraftig. Inga underarter finns listade i Catalogue of Life.